# Torrent de Vilaterçana
El torrent de Vilaterçana, o torrent del Trull, és un torrent que discorre pels termes municipals de Calders i de Monistrol de Calders, de la comarca del Moianès.
Es forma al costat de migdia de la masia de Vilaterçana, al sud-oest d'on s'uneixen el Serrat de la Tirolena amb el Serrat de la Teuleria. Des d'aquest lloc davalla cap al sud-sud-oest pel vessant de ponent del Serrat de la Tirolena i de la Carena del Peter i a llevant dels Solells de Vilaterçana. Ja en el darrer tram, passa a llevant de les Vinyes i s'immergeix en el Racó del Trull, fins que al capdavall s'aboca en la Golarda.